# Agirt
Agirt (plural llatí agyrtae, en grec antic ἀγύρται)) és el nom d'un antic sacerdot a Grècia, i també d'un tipus de rodamón i xarlatà.
Els agirts eren uns captaires errants i recol·lectors d'almoines que viatjaven per l'antiga Grècia, no tots amb caràcter religiós. Alguns demanaven diners i menjar pels seus déus, que portaven en imatge o estàtua. Altres es dedicaven a dir la bonaventura a través d'unes sorts que portaven en una capsa, i que agitaven abans de treure una resposta que de vegades era extreta per un nen. Les respostes estaven escrites en una petita placa de metall, amb frases de significat ambigu de les que se'n podia treure qualsevol explicació, segons Horaci. Altres portaven unes tauletes de fusta anomenades ἀγυρτικοὶ πίνακες ("argirtikoí pínakes" tauletes d'escriptura dels agirts) on hi havia versos escrits amb els que donaven oracles i feien endevinació. Uns altres eren pròpiament sacerdots mendicants, i portaven a coll o sobre bèsties de càrrega imatges de les seves divinitats i recollien almoines en nom seu. Segons l'enciclopèdia Suides estaven relacionats amb el culte a Isis, i Heròdot diu que també feien peticions en honor d'unes divinitats venerades a Delos, Opis i Arge, i especialment Cíbele, considerada la Mare dels déus. Oferien causar greus danys als enemics personals als que demanaven aquestes coses i en pagaven uns diners i el perdó dels déus d'ells i dels seus pares per les malifetes, a canvi d'unes quantitats determinades. La institució va arribar per algun temps a Itàlia en època incerta, segurament quan es va estendre el culte a Cíbele. Segons Ciceró no podien estar gaires dies en un mateix lloc i l'ofici no el podien exercir els ciutadans romans.